# Harpalus fulvilabris
Harpalus fulvilabris är en skalbaggsart som beskrevs av Mannerheim. Harpalus fulvilabris ingår i släktet Harpalus och familjen jordlöpare. Inga underarter finns listade i Catalogue of Life.